# Сејед Махди Шоџаји
Сејед Махди Шоџаји (персијски: سید مهدی شجاعی‎‎), је рођен у августу 1960. године у Техерану, Иран. Више се фокусирао на фикцију и написао је много кратких и дугих прича дечије и адолесцентне прозе, а јавио се у верској књижевности. Такође је радио као сценариста, а неколико филмова направљено је по његовим сценаријима за телевизију и игране филмове. Шоџаји је такође веома активан у области новинарства.

## Детињство, младост и образовање
Сејед Махди Шоџаји је рођен августа 1960. године у Техерану. Познат је по изузетним књигама на духовне теме. Након што је добио диплому математичке средње школе, Шоџаји је уписао Факултет драмских уметности на којем је стекао диплому драмске књижевности. Истовремено, студирао је политичке науке на Правном и политичком факултету [[Универзитет у Техерану|Универзитета у Техерану]], али је своје студије оставио недовршеним како би наставио каријеру као писац.

## Каријера
Рани радови Сеједа Махди Шоџаји-ја објављени су као серијске приче у новинама када је имао 20 година. Током наредних осам година радио је као уредник за културу персијских дневних новина „Џохури-е Еслами” и наредних осам годин, након тога, као главни уредник у месечнику „Сахифе”. Сејед Махди Шоџаји је аутор многих представа и сценарија. Превео је и написао преко 100 књига за децу и младе. Имеђу 1986. и 1996. био је члан жирија на Међународном филмском фестивалу Фаџр, Исфаханском међународном фестивалу филма и видеа за децу и младе, на Међународном позоришном фестивалу Фаџр и Фестивалу националних удружења новинара. Бави се и филмском и позоришном критиком. Неколико година је био у Одбору директора Института за интелектуални развој деце и младих. Написао је сценарио за драму на тему живота мученика Мостафе Хамрана која је изведена као ТВ серија, као и сценарио о Јосифу за Радио-телевизију Исламске Републике Иран. Међу осталим сценаријама које је написао Сејед Махди Шоџаји су „Бадук“, „Отац“ (режија Маџид Маџиди) и „Око слепог миша“. Неки од његових верских дела укључују „Сунце покривено велом“, „Отац, љубав и син“, „Привезан брод“, „Два голуба“ и „Два прозора“. Оснивач је издавачке куће „Нејестан бук”, која је од 1987. године угледна иранска издавачка кућа дела савремених писаца и песника. „Сантамарија“ (Богородица), „Необјављиво“ и „Демократија или Демо Лудост (Демокраси ја Демокоразе)“ су међу његовим најбољим књигама. “Santamaria“ (Saint Mary), “Unpublishable“ & “Democracy or Democrashing” are among his most acclaimed books.

## Најпопуларнији ирански писац
У анкети обављеној од стране Iran TV 19. децембра 2013. године, Сејед Махди Шоџаји је изабран за најпопуларнијег иранског писца.

## Културне активности[3][9]
- Уредник часописа „Рошд-е Цаван“
- Оснивач Друштва иранских муслиманских уметника
- Оснивач уметничког и културног часописа „Нејестан“ (1995)
- Оснивање Удружења иранских писаца
- заменик шефа Института за интелектуални развој деце и младих за међународну сарадњу
- Члан жирија на Међународном филмском фестивалу Фаџр
- Члан жирија на Међународном позоришном фестивалу Фаџр
- Члан жирија на Међународном филмском фестивалу Гахере
- Итд.

### Дела за одрасле[12][1][4][13][3]
- "Бар махмел-е бал-е малаек" (На сомоту крила анђела)
- "Зарих-е чашм-хаје То" - Преводи
- "Даст-е доа, чашм-е омид" (Руке молитве, очи наде)
- "До кабутар, до панџере, Јек парваз" (Два голуба, два прозора, један лет)
- "Моттагхин" (Честити)
- "Емруз, башаријат..." (Данас, човечанство, ...)
- "Хода конад то Бијаи" (Дај Боже да ти дођеш)
- "Каштј-је пахлу герефте" (Усидрени брод)[14]
- "Бу-је сабз-е Пуне-ха" (Зелени мирис менте)
- "Бадук"
- "Хар ва дел" (Трњ и среце)
- "Аз дијар-е хабиб" (из туђине)
- "Шеквај-е Сабз 1"
- "Шеквај-е Сабз 2"
- "Педар, ешгх ва песар" (Отац, љубав и свин)[15]
- "Ешгх бе офогх-е Хоршид" (Љубав према заласку сунца)
- "Самимане ба Џаванан-е ватанам" (Искрено са омладином домовине)
- "Монаџат" (Молитве)
- "Афтаб дар Хеџаб" (Сунце под велом)[16]
- "Розита Хатуон"
- "Мардан ва Раџз-хајешан" (Мушкарци и њихово хвалисања)
- "Санта Марија 1"[17]
- "Санта Марија 2"
- "Гхадир, ками ан-сутар" (Гхадир је мали даље)
- "Коџаи еј фарзанд-е Ахмад" (Где си ахмад-ово дете)
- "Асемани-тарин мехрабани"
- "Гхејр-е гхабел-е чап (Неизводљливо да се штампа)[18]
- "Ајине-је раз" (Огледало тајни)
- "Туфан-е дигари дар рах аст" (Долази друга олуја)[19]
- "Аијен-е зендеги" (Нашин живота)
- "Сари ке дард... миконад"
- "Марди аз џенс-е нур" (Човек од врсте светлости)
- "Харф-хаји ке кохне Немишхаванд" (Речи које се не изговарају)
- "Танха рах-е растегари" (Једини пут спасења)
- "Сакаје аб ва адаб"
- "Ками диртар" (Мало касније)
- Итд.

### Дела за децу[12][1][4][13][3]
- "Иман ва гандом"
- "Барај-е хаме барај-е хамише"
- "Џаyје паје хун"
- "Андух-е барадар"
- "В-ал адијат"
- "Дар рах манде"
- "Гхессеј-е до гаџ"
- "Кари бајад кард"
- "Хекаyат-е ан сар"
- "Вагхти оу биајад"
- "Кашти-је нух"
- "Вај тешнеги..."
- "Салам бар вахј"
- "Фасл-е хуб-е пејвастан"
- "Хоршид-е ниме шаб"
- "Јек асб ва до савар"
- "Хијанат-е Јахуда"
- "Ба то сохан гофтан"
- "Хамсафар-е афтаб"
- "Пошт-е панџере"
- "Аввалин земестан-е Џуџе-ха"
- "Гхессеје паланг-е сефид"[20]
- "Рахи ке миманд"
- "Машверат ба хејванат"
- "Гхессеје мејмун кучулу
- Итд.

### Преводи за децу[12][1][4][13][3]
- "Бараје инке махи-ха намиранд"
- "Паранде ва шекар-чи"
- "Дар каср-е Малек Хатун"
- "Фарар...фарар"
- "Хане-је ходеман"
- "Кахр-е асбаб бази-ха"
- "Мамуш! коџа буди?"
- "Сафар-е херс кучулу"
- "Арезухаје фили"
- "Дидани нист, морварид"
- "Амузеш-е хонар-хаје таџассоми 1 ва 2"
- "Дуст-е гхахве-и"
- "Малах-ха дар шахр"
- "До паранде-је кучак"
- "Горбе-је ход-хах"
- "Махи-је рангинкаман"
- "Чехар па"
- "Ходаванд шабан-е ман аст"
- "Бозорг-тарин нам-е руј-е замин"
- "Хода мара мишенасад"
- "Муш-е хаб алуд"
- "Асб-е шах талаи"
- "Џогд-е кучак-е тарсу"
- "Дохтар-е чини"
- "Ма горг хастим"
- "Ма херс хастим"
- "Рахат ра ентехаб кон"
- "Аввал то доввом ман"
- "Хаб-е бахар"
- "Бахар коџаст?"
- "Пиши ва бабри"
- "Муши ва џавајез-е асрар амиз"
- "Харгез бе санџаб етемад након"
- "Рубах-е нокре-и, гху, џогд"
- "Кари барај-е мадар"
- "Адам барфи-је мехрабан"
- "Дерахт-е афра"
- "Ма долфин хастим"
- "Парваз-е пангуан"
- "Баче шир танха немиманад"
- "Дерахт-е гилад
- "Хафт муш-е кур"
- "Мејмуни ке мах ра михаст"
- Итд.

### Сценарији[12][1][4][13][3]
- "Јакуб-тарин Јусеф, Јусеф-тарин Золејха"
- "Чашм-е хоффаш"
- "Тир-е черагхг-е баргх"
- "Колеје Донја 1"
- " Колеје Донја 2"
- "Камин"
- "Дируз-е барани"
- "Мосафер-е карбала"
- "Мард-е роја-ха"
- Итд.